# Phatnomella
Phatnomella is een geslacht van wantsen uit de familie van de Tingidae (Netwantsen). Het geslacht werd voor het eerst wetenschappelijk beschreven door Pericart in 1981.

## Soorten
Het genus bevat de volgende soorten:

- Phatnomella cristata Péricart, 1981
- Phatnomella variabilis Péricart, 1991